# Järnkroneorden (Italien)

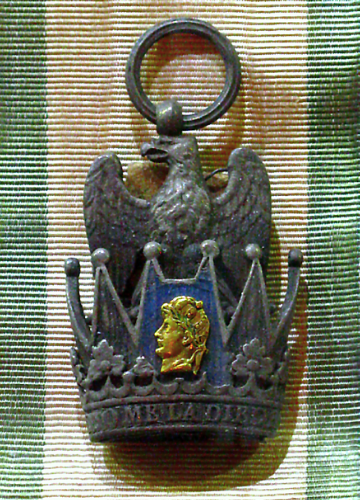
Järnkroneorden.

Järnkroneorden (italienska: Ordine della Corona Ferrea) var en riddarorden i tre klasser instiftad den 5 juni 1805 av kejsar Napoleon I efter hans kröning till kung av Italien. Den fick sitt namn efter Järnkronan. Orden upphävdes 1814, efter Napoleons fall, men återupplivades den 12 februari 1816 av kejsar Frans I av Österrike som österrikiska Järnkroneorden.